# Ulrika Eleonora Dánská
Ulrika Eleonora Dánská (11. září 1656, Kodaň – 26. července 1693, Karlberg), rodem dánská princezna a jako manželka švédského krále Karla XI. švédská královna.

## Biografie
Ulrika Eleonora se narodila jako sedmá z osmi dětí dánského královského páru Frederika III. a Žofie Amálie Brunšvické.

### Manželství a potomci
Od roku 1675 se o princeznu Ulriku Eleonoru ucházel švédský král Karel XI., který poslal své vyslance do Kodaně, aby přednesli jeho nabídku manželství. Královna vdova Žofie Amálie s nabídkou souhlasila, v zásadě souhlasil i její syn a bratr Ulriky Eleonory, dánský král Kristián V., ale plány se zhatily, když Dánsko a Švédsko opět pokračovaly ve válce o provincii Skåne.
Po mírových jednáních v roce 1679 se téma manželství opět otevřelo. Sňatek krále s dánskou princeznou měl pomoci udržet mír mezi oběma národy. Karel XI. uzavřel manželskou smlouvu 6. února roku 1680 a poslal ji dánskému dvoru. 4. května téhož roku Ulrika Elonora připlula do Helsingborgu.
Kvůli svízelné ekonomické situaci Švédska se Karel XI. rozhodl uspořádat prostou svatbu s nevelkým počtem pozvaných v malém městě Skottorp. Obřad se uskutečnil 6. května 1680. 25. listopadu téhož roku byla Ulrika Eleonora korunována královnou Švédska.
Z manželství Karla a Ulriky vzešlo sedm dětí, pouze tři však se dožily dospělosti:
1. Hedvika Žofie (26. června 1681 – 11. prosince 1708), ⚭ 1698 Fridrich IV. Holštýnsko-Gottorpský (18. října 1671 – 19. července 1702), holštýnsko-gottorpský vévoda
2. Karel (17. června 1682 – 30. listopadu 1718), jako Karel XII. král švédský od roku 1697 až do své smrti, svobodný a bezdětný
3. Gustav (14. června 1683 – 26. dubna 1685)
4. Ulrik (2. srpna 1684 – 8. června 1685)
5. Frederik (7. října 1685 – 22. října 1685)
6. Karel Gustav (27. prosince 1686 – 13. února 1687)
7. Ulrika Eleonora (23. ledna 1688 – 24. listopadu 1741), švédská královna v letech 1718–1720, ⚭ 1715 Fridrich I. Hesensko-Kasselský (28. dubna 1676 – 25. března 1751), lankrabě hesensko-kasselský a od roku 1720 až do své smrti švédský král

Ulrika Eleonora milovala čtení a měla výtvarné nadání. Většinu svého času však věnovala výchově svých dětí a dobročinnosti. Její zdraví bylo křehké, což byl důvod její časné nepřítomnosti u dvora; pobývala na zámku Karlberg nebo ve svém domě v Kungsöru.
Největší popularitu u Švédů získala svou významnou dobročinnou činností, k níž patřilo zakládání řady trvalých institucí – dům pro chudé a sirotčinec poblíž Stockholmu, ekonomická podpora při založení školy tapisérií, stálá péče o chudé a nemocné.
Třebaře uzavřeno z politických důvodů, bylo manželství šťastné, i když nikoli bez třecích ploch s Ulričinou tchyní, královnou vdovou Hedvikou Eleonorou, která patrně cítila jisté obavy vůči Dánům. Ulrika neměla žádný politický vliv v zemi, kde v roce její svatby byl zaveden absolutismus. Karel XI. Ulrice udělil místo v eventuální regentské vládě (v případě, že by zemřel a nový král byl ještě nedospělý). Ulrika však zemřela po dlouhé nemoci dříve než její manžel 26. června roku 1693 v Karlsbergu. Její ztráta byla pro panovníka těžkou ranou.

## Vývod z předků
|                          |                                     |  |                                 |                                     |  |  |  |  |  |  |  | Kristián III. Dánský |
|                          |                                     |  |                                 |                                     |  |  |  |  |  |  |  |                      |
|                          | Frederik II. Dánský                 |  |                                 |                                     |  |  |  |  |  |  |  |                      |
|                          |                                     |  |                                 |                                     |  |  |  |  |  |  |  |                      |
|                          |                                     |  |                                 | Dorotea Sasko-Lauenburská           |  |  |  |  |  |  |  |                      |
|                          |                                     |  |                                 |                                     |  |  |  |  |  |  |  |                      |
|                          | Kristián IV. Dánský                 |  |                                 |                                     |  |  |  |  |  |  |  |                      |
|                          |                                     |  |                                 |                                     |  |  |  |  |  |  |  |                      |
|                          |                                     |  |                                 | Oldřich III. Meklenburský           |  |  |  |  |  |  |  |                      |
|                          |                                     |  |                                 |                                     |  |  |  |  |  |  |  |                      |
|                          | Žofie Meklenburská                  |  |                                 |                                     |  |  |  |  |  |  |  |                      |
|                          |                                     |  |                                 |                                     |  |  |  |  |  |  |  |                      |
|                          |                                     |  |                                 | Alžběta Dánská                      |  |  |  |  |  |  |  |                      |
|                          |                                     |  |                                 |                                     |  |  |  |  |  |  |  |                      |
|                          | Frederik III. Dánský                |  |                                 |                                     |  |  |  |  |  |  |  |                      |
|                          |                                     |  |                                 |                                     |  |  |  |  |  |  |  |                      |
|                          |                                     |  |                                 | Jan Jiří Braniborský                |  |  |  |  |  |  |  |                      |
|                          |                                     |  |                                 |                                     |  |  |  |  |  |  |  |                      |
|                          | Jáchym Fridrich Braniborský         |  |                                 |                                     |  |  |  |  |  |  |  |                      |
|                          |                                     |  |                                 |                                     |  |  |  |  |  |  |  |                      |
|                          |                                     |  |                                 | Žofie Lehnická                      |  |  |  |  |  |  |  |                      |
|                          |                                     |  |                                 |                                     |  |  |  |  |  |  |  |                      |
|                          | Anna Kateřina Braniborská           |  |                                 |                                     |  |  |  |  |  |  |  |                      |
|                          |                                     |  |                                 |                                     |  |  |  |  |  |  |  |                      |
|                          |                                     |  |                                 | Jan Braniborsko-Küstrinský          |  |  |  |  |  |  |  |                      |
|                          |                                     |  |                                 |                                     |  |  |  |  |  |  |  |                      |
|                          | Kateřina Braniborsko-Küstrinská     |  |                                 |                                     |  |  |  |  |  |  |  |                      |
|                          |                                     |  |                                 |                                     |  |  |  |  |  |  |  |                      |
|                          |                                     |  |                                 | Kateřina Brunšvicko-Wolfenbüttelská |  |  |  |  |  |  |  |                      |
|                          |                                     |  |                                 |                                     |  |  |  |  |  |  |  |                      |
| 'Ulrika Eleonora Dánská' |                                     |  |                                 |                                     |  |  |  |  |  |  |  |                      |
|                          |                                     |  |                                 |                                     |  |  |  |  |  |  |  |                      |
|                          |                                     |  | Arnošt I. Brunšvicko-Lüneburský |                                     |  |  |  |  |  |  |  |                      |
|                          |                                     |  |                                 |                                     |  |  |  |  |  |  |  |                      |
|                          | Vilém Brunšvicko-Lüneburský         |  |                                 |                                     |  |  |  |  |  |  |  |                      |
|                          |                                     |  |                                 |                                     |  |  |  |  |  |  |  |                      |
|                          |                                     |  |                                 | Žofie Meklenbursko-Zvěřínská        |  |  |  |  |  |  |  |                      |
|                          |                                     |  |                                 |                                     |  |  |  |  |  |  |  |                      |
|                          | Jiří Brunšvicko-Lüneburský          |  |                                 |                                     |  |  |  |  |  |  |  |                      |
|                          |                                     |  |                                 |                                     |  |  |  |  |  |  |  |                      |
|                          |                                     |  |                                 | Kristián III. Dánský                |  |  |  |  |  |  |  |                      |
|                          |                                     |  |                                 |                                     |  |  |  |  |  |  |  |                      |
|                          | Dorotea Dánská                      |  |                                 |                                     |  |  |  |  |  |  |  |                      |
|                          |                                     |  |                                 |                                     |  |  |  |  |  |  |  |                      |
|                          |                                     |  |                                 | Dorotea Sasko-Lauenburská           |  |  |  |  |  |  |  |                      |
|                          |                                     |  |                                 |                                     |  |  |  |  |  |  |  |                      |
|                          | Žofie Amálie Brunšvická             |  |                                 |                                     |  |  |  |  |  |  |  |                      |
|                          |                                     |  |                                 |                                     |  |  |  |  |  |  |  |                      |
|                          |                                     |  |                                 | Jiří I. Hesensko-Darmstadtský       |  |  |  |  |  |  |  |                      |
|                          |                                     |  |                                 |                                     |  |  |  |  |  |  |  |                      |
|                          | Ludvík V. Hesensko-Darmstadtský     |  |                                 |                                     |  |  |  |  |  |  |  |                      |
|                          |                                     |  |                                 |                                     |  |  |  |  |  |  |  |                      |
|                          |                                     |  |                                 | Magdalena z Lippe                   |  |  |  |  |  |  |  |                      |
|                          |                                     |  |                                 |                                     |  |  |  |  |  |  |  |                      |
|                          | Anna Eleonora Hesensko-Darmstadtská |  |                                 |                                     |  |  |  |  |  |  |  |                      |
|                          |                                     |  |                                 |                                     |  |  |  |  |  |  |  |                      |
|                          |                                     |  |                                 | Jan Jiří Braniborský                |  |  |  |  |  |  |  |                      |
|                          |                                     |  |                                 |                                     |  |  |  |  |  |  |  |                      |
|                          | Magdalena Braniborská               |  |                                 |                                     |  |  |  |  |  |  |  |                      |
|                          |                                     |  |                                 |                                     |  |  |  |  |  |  |  |                      |
|                          |                                     |  |                                 | Alžběta Anhaltsko-Zerbstská         |  |  |  |  |  |  |  |                      |
|                          |                                     |  |                                 |                                     |  |  |  |  |  |  |  |                      |